# Cartoon Network (Australia e Nuova Zelanda)
Cartoon Network è stato un canale televisivo trasmesso in Australia e Nuova Zelanda creato dalla Turner Broadcasting (unità di Time Warner), specializzato in cartoni animati.
È stato lanciato il 3 ottobre 1995 sulle reti televisive via cavo Foxtel e Optus. Era disponibile anche su 3 come parte del suo nuovo servizio di telefonia mobile a 4 $ al mese, sebbene sia stato semplicemente un flusso multimediale ripetuto delle migliori serie di Cartoon Network. Anche Telstra trasmetteva Cartoon Network; tuttavia il feed è lo stesso utilizzato per Foxtel. A Victoria, Neighborhood Cable trasmetteva la stessa rete su un altro feed diverso. In Nuova Zelanda Sky Network Television ha trasmesso la rete dal 1º gennaio 1997, quando Sky UHF ha unito il settimo canale con Orange (l'attuale Sky 5). Nel 1998 Cartoon Network è stato lanciato sul servizio Sky Digital, diventando un canale separato. Cartoon Network trasmetteva 24/7 dal 1º luglio 1997. Il canale è stato chiuso il 13 maggio 2025 dopo l'abbandono dalla piattaforma Foxtel assieme al suo canale gemello Boomerang.

## Programmazione

### Serie in onda prima della chiusura
- Adventure Time
- Alice & Lewis
- Baby Looney Tunes
- Batman: The Brave and the Bold
- Boy Girl Dog Cat Mouse Cheese
- Craig
- Grizzy e i Lemming
- I Fungies
- Jellystone
- Journey Of Long
- Justice League Action
- Looney Tunes Cartoons
- Lo straordinario mondo di Gumball
- Maca & Roni
- Mechamato
- Mico e i FuFunghi
- Mighty Magiswords
- Mr. Bean
- Ninja Express
- Ninjago: Masters of Spinjitzu
- Regular Show
- Scooby-Doo and Guess Who?
- Steven Universe
- Summer Camp Island
- Supernoobs
- Talking Tom and Friends
- Teen Titans Go!
- The Powerpuff Girls
- The Tom & Jerry Show
- Tom & Jerry a New York
- We Bare Bears

### Serie precedentemente in onda
- A tutto reality - Il tour
- Bakugan - Battle Brawlers
- Ben 10
- Ben 10 - Forza aliena
- Ben 10: Omniverse
- Ben 10: Ultimate Alien
- Ben 10: Ultimate Challenge
- Beyblade
- Beyblade Metal Fusion
- Chowder
- Devilman
- Eliot Kid
- Hungry Heart
- Inazuma Eleven
- Jacob due due
- Jimmy Jimmy
- Johnny Test
- Kid vs. Kat - Mai dire gatto
- Le Superchicche
- Le tenebrose avventure di Billy e Mandy
- Naruto
- Nome in codice: Kommando Nuovi Diavoli
- Pleasant Goat and Big Big Wolf
- Pokémon Diamante e Perla: I Vincitori della Lega di Sinnoh
- PPG Z - Superchicche alla riscossa
- Ruby Gloom
- Sonic Boom
- Scooby-Doo! Mystery Incorporated
- Teen Days
- The Garfield Show
- The Looney Tunes Show
- Tom & Jerry
- Tricky TV
- Will e Dewitt

## Blocchi di programmazione

### Adult Swim
Adult Swim è un blocco di programmazione a tarda notte rivolto ad un pubblico maturo. Il blocco anime è andato in onda dal lunedì al giovedì dalle 22:00 alle 12:00, mentre il blocco commedia è andato in onda dal venerdì al sabato dalle 22:30 alle 12:00. Prima che il blocco venisse interrotto, la serie animata Squidbillies è andata in onda con un disclaimer speciale riguardo ai contenuti espliciti, così come per la maggior parte delle serie anime. Prima della sua rimozione per motivi strategici, il feed australiano di Adult Swim era l'unico presente nell'Asia Pacifica. Il blocco di Adult Swim è attualmente trasmesso su The Comedy Channel, dove sono andate in onda serie come Harvey Birdman, Attorney at Law, Aqua Teen Hunger Force, Robot Chicken, Moral Orel e altri. La maggior parte dell'anime che in precedenza era stato trasmesso sul vecchio feed di Adult Swim va ora in onda su Sci Fi Channel su un blocco dedicato.

### Boomerang
Prima di diventare un canale autonomo il 16 marzo 2004, Boomerang è stato un blocco dedicato ai vecchi cartoni della Hanna-Barbera.

### Cartoonito
Cartoonito è stato lanciato come blocco per bambini prescolari in Australia e Nuova Zelanda il 4 luglio 2022. Il blocco è stato chiuso con la chiusura del canale il 13 maggio 2025.

### Toonami
Toonami è stato lanciato come blocco nel luglio 2001 ed è andato in onda fino all'agosto 2006. Si trattava di un blocco dedicato ai cartoni animati d'azione, composto principalmente da anime ed, occasionalmente, anche da cartoni animati americani, come Batman of the Future.